# Webera maderensis
Webera maderensis là một loài rêu trong họ Bryaceae. Loài này được Dixon & Luisier mô tả khoa học đầu tiên năm 1931.